# Austrorhynchus californicus
Austrorhynchus californicus är en plattmaskart som beskrevs av Tor Karling 1977. Austrorhynchus californicus ingår i släktet Austrorhynchus och familjen Polycystididae. Inga underarter finns listade i Catalogue of Life.